# 大考毛拉什
大考毛拉什（匈牙利語：Nagykamarás）是匈牙利贝凯什州所辖的一个村，与奥尔马什考毛拉什相邻。总面积43.05平方公里，总人口1456，人口密度33.8人/平方公里（2011年1月1日）。